# Slatina (Knjaževac)
Pour les articles homonymes, voir Slatina.
Slatina (en serbe cyrillique : Слатина) est un village de Serbie situé dans la municipalité de Knjaževac, district de Zaječar. Au recensement de 2011, il comptait 75 habitants.

## Démographie
| 1948 | 1953 | 1961 | 1971 | 1981 | 1991 | 2002 | 2011 |
| ---- | ---- | ---- | ---- | ---- | ---- | ---- | ---- |
| 363  | 353  | 337  | 298  | 247  | 176  | 124  | 75   |

|  |